# JŽ-Baureihe 663
Die Baureihe 2063 der Kroatischen Eisenbahn (Hrvatske Željeznice), ehemals JŽ-Baureihe 663, auch bekannt unter dem Namen „Karavela“, waren Großdiesellokomotiven mit elektrischer Leistungsübertragung für den schweren Güterzugdienst, die 1972 von General Motors Diesel Division in den Vereinigten Staaten für die Jugoslawische Eisenbahn (Jugoslovenske Željeznice) gebaut wurden.

## Entwicklung und Einsatz
Im Jahre 1966 begann bei Electro-Motive Division die Produktion des Lokomotivtyps SD40, welcher für den Export als GT26CW bezeichnet wurde. Basierend auf der SD40 entstand die weiterentwickelte SD40-2, welche als GT26CW-2 exportiert wurde. Dabei blieb der mechanische Teil unverändert, es wurde aber eine neue elektrische Steuerungseinheit eingebaut, die aus einheitlichen Baugruppen bestand, um die Unterhaltung der Lokomotiven und den Austausch verschlissener Teile zu vereinfachen. Die grundlegende Konstruktion der SD40-2 erwies sich als äußerst erfolgreich und wurde zwischen 1972 und 1989 in weit über 4000 Exemplaren ausgeliefert. In diesem Zeitraum entstanden bei General Motors Diesel Division (London, Ontario, Kanada) und Electro-Motive Division (La Grange, Illinois, USA) insgesamt 481 Lokomotiven des Typs GT26CW-2 in unterschiedlichen Ausführungen. Die ersten 14 Einheiten, deren Produktion im Oktober 1972 endete, wurden an die Jugoslawische Eisenbahn geliefert. Neben Jugoslawien erhielten auch der Iran, Israel, Marokko, Pakistan, Peru, Südkorea und die Türkei schwere Diesellokomotiven dieser Bauart.
Die erste Lokomotive der JŽ wurde nach ihrer Ankunft in Jugoslawien und erfolgreichen Probefahrten im März 1973 mit der Baureihenbezeichnung 663 in Dienst gestellt. Die Nummerierung erfolgte, beginnend mit der 663-001, in chronologischer Reihenfolge nach den Fabriknummern bis zur 663-014. Die Lokomotiven waren ursprünglich für den Einsatz im schweren Güter- und Schnellzugverkehr auf der Bahnstrecke Knin–Split vorgesehen. Für den Schnellzugeinsatz wurde in den 1980er Jahren eine elektrische Zugheizung jugoslawischer Bauart nachgerüstet.
Die Kroatischen Eisenbahnen übernahm 1991 alle 14 Lokomotiven von den Jugoslawischen Eisenbahnen und zeichneten sie mit der Einführung des eigenen Nummernplanes in die Baureihe 2063 um. Diese Bezeichnung setzte sich aus einer „2“ für Diesellokomotive, einer „0“ für die elektrische Leistungsübertragung, einer „6“ für die Anzahl der Treibradsätze und einer „3“ für die Bauserie dieser Bauart zusammen. Bei dieser Umbezeichnung erhielten die Lokomotiven neue Ordnungsnummern, womit beispielsweise die 663-012 zur 2063 005 wurde. Mit dem Übergang in den Besitz der neuen staatlichen Eisenbahngesellschaft änderte sich auch das Haupteinsatzfeld der Maschinen. Von nun an wurden sie hauptsächlich im Güterverkehr im Norden Kroatiens eingesetzt. Dabei waren sie vor allem auf der wichtigsten kroatischen Hauptbahnlinie zwischen Kotoriba und Čakovec anzutreffen, welche Slowenien und Ungarn verbindet. Um die Jahrtausendwende kam es zu einem starken Rückgang des Einsatzes der Maschinen bei den HŽ. Nach der darauf folgenden Ausmusterung wurden sie zum Verkauf angeboten.
Zwischen 2004 und 2011 wurden insgesamt acht Lokomotiven verkauft. Vier Maschinen gelangten nach Reparatur und Remotorisierung bei Tvornica Željezničkih Vozila Gredelj (TŽV Gredelj) im März 2008 nach Saudi-Arabien. Die restlichen vier Einheiten wurden ebenfalls modernisiert und bis Oktober 2015 als NGT26CW-3 an die Israel Railways übergeben. Um den Bedarf an schweren Güterzuglokomotiven zu decken, bestellten die Israel Railways bei TŽV Gredelj zudem zwei Neubaulokomotiven nach dem Baumuster der NGT26CW-3, welche auch im Jahr 2015 ausgeliefert wurden. Da sich die neuen Lokomotiven im Betrieb bewährten und mit dem Nachbau fertig konstruierter Fahrzeuge die Konstruktionskosten entfielen, erhielt das Werk in Zagreb den Auftrag zum Bau von sieben weiteren NGT26CW-3, welche im August und September 2017 mit dem Schiff in der israelischen Hafenstadt Haifa ankamen. Die neun Neubaulokomotiven wurden in Kroatien für anfängliche Testfahrten als 2063 151 bis 159 nummeriert. Die Israel Railways setzen ihre insgesamt 13 NGT26CW-3 mit den Betriebsnummern 710T bis 722T bis heute hauptsächlich im schweren Güterzugdienst ein.
Sechs Lokomotiven blieben im Besitz der HŽ Vuče Vlakova und wurden bis Ende 2012 im Güter- und Schnellzugverkehr eingesetzt. Mit der Einführung des UIC-Bezeichnungssystems wurden die verbliebenen Fahrzeuge nach dem Schema 98 78 2063 0xx-x nummeriert, wobei die Ordnungsnummer der HŽ beibehalten wurde. Nach der Auflösung der HŽ Vuče Vlakova kamen die Lokomotiven zu HŽ Carga, wo bis heute zwei Maschinen, 2063 003 und 014, im Güterverkehr eingesetzt werden. Die restlichen vier wurden ausgemustert und teilweise verschrottet.

## Konstruktion

### Lokomotivkasten

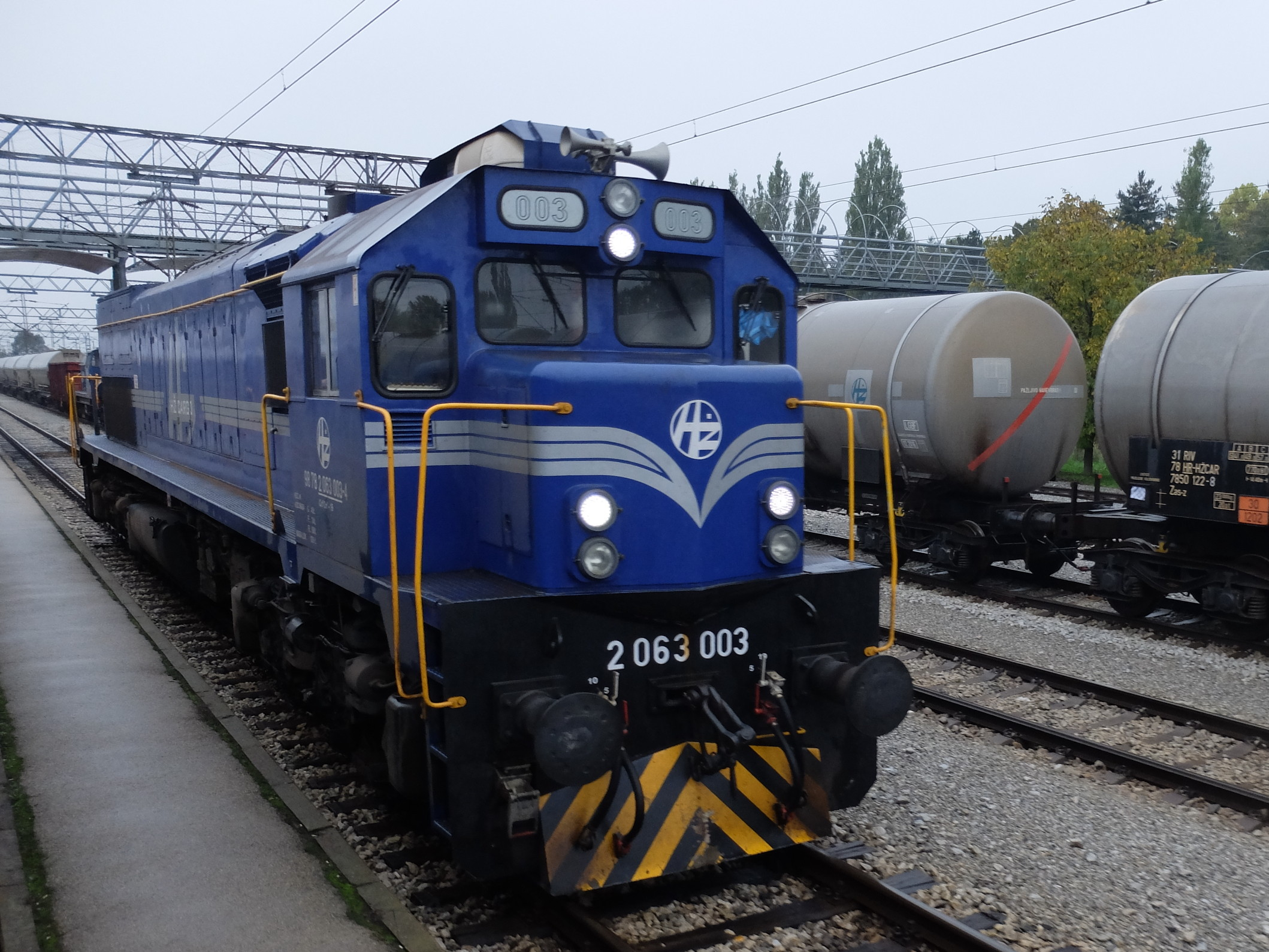
Frontnase und Führerhaus der 2063 003, hier bereits mit LED-Lampen im Oktober 2015

Die Lokomotiven sind auf einem in Schweißtechnik gefertigten Hauptrahmen aufgebaut, auf dem ein ähnlich breiter Maschinenraum sowie ein deutlich breiteres Führerhaus aufgesetzt sind. Die Seitenumläufe sind, wie bei amerikanischen Lokomotiven üblich, außenliegend ausgeführt und die maschinentechnische Ausrüstung über seitliche Türen zugänglich. Beidseits der mittleren Achse im Drehgestell gibt es eine seitliche Verstärkung zum Anheben der Lokomotive bei Unterhaltungsarbeiten oder gegebenenfalls nach einer Entgleisung. An den Enden schließt der selbsttragende Brückenrahmen mit einer massiven Kopfplatte ab, die als Pufferträger und Bahnräumer ausgelegt ist. Zur besseren Kraftverteilung befindet sich unter den Puffern ein Räumschild, welches die Kopfplatte verstärkt. Die Außenwände und das Dach der Lokomotive bestehen aus einem Stahlgerippe, welches mit glatten Außenblechen verkleidet ist. Es gibt nur ein Führerhaus mit einem niedrigen, kurzen Vorbau, auf der anderen Seite endet der Maschinenraum mit einer Stirnwand an der Kopfplatte des Rahmens. Zur Auslieferung besaßen die Lokomotiven nur jeweils zwei, leicht schräg neben die Strecke gerichtete weiße Lampen mit etwa einem Meter Abstand zueinander sowie zwei stärkere Scheinwerfer oben in der Mitte an beiden Stirnseiten. Schon recht bald wurde allerdings die Anordnung der Lampen geändert. Seitdem gibt es vier untere Lampen (zweimal weißes Spitzensignal und zweimal rotes Zugschlusssignal) am Vorbau beziehungsweise auf der anderen Lokomotivseite an der Stirnwand des Maschinenraums. Über den Führerhausfenstern und am Maschinenraumende wurden die beiden zusätzlichen weißen Scheinwerfer beibehalten. Bei den letzten beiden HŽ-Maschinen wurden um 2015 die Glühlampen durch LED-Lampen ersetzt. Mit der Modernisierung und dem Neubau der Lokomotiven für die Israel Railways entfielen die beiden gesonderten roten Zugschlusslampen, welche stattdessen an ähnlicher Position in gemeinsamen Scheinwerfern mit den Spitzensignallampen untergebracht wurden. Hinzu kamen zwei weitere Frontscheinwerfer mit einem Abstand von etwa 2,5 Metern an der Oberkante der Kopfplatte.

### Führerstand
An einem Ende der Lokomotive befindet sich hinter einem Vorbau das Führerhaus. Dieses besitzt vorn beidseitig ein schmales und mittig zwei breitere Fenster. Zudem gibt es zwei Seitenfenster, welche von Hand geöffnet werden können. Im Führerstand befindet sich in beiden Fahrtrichtungen auf der rechten Seite ein Führertisch. Fährt die Lokomotive mit dem langen Aufbau des Maschinenraums voraus, schaut der Lokomotivführer seitlich an diesem vorbei, wodurch er in Linksbögen kaum die Strecke sehen kann. Daher ist hierfür ein Beimann nötig, um einen sicheren Betrieb zu gewährleisten. Im Rücken des Lokführers befindet sich jeweils eine Tür, sodass der Führerstand auf der in Fahrtrichtung linken Seite betreten werden kann.

### Maschinenraum

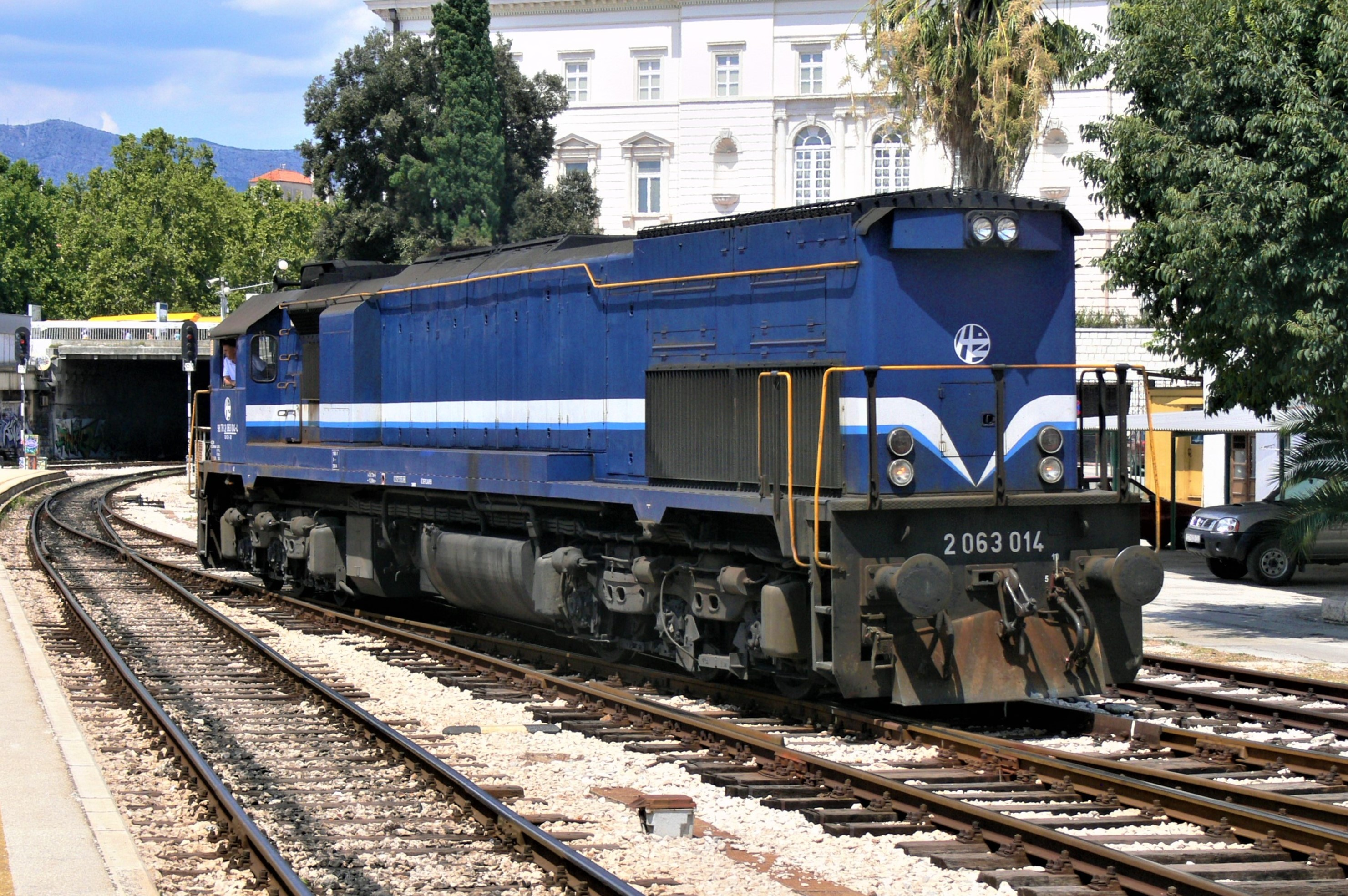
Maschinenraumende der 2063 014 in Split im August 2009

Die Maschinenausrüstung ist auf den kleinen Vorbau und den großen Maschinenraum auf der anderen Seite des Führerhauses aufgeteilt. Der Vorbau beinhaltet die Druckluftbremsanlage. Der große Maschinenraum nimmt aufgrund der außenliegenden Seitenumläufe nicht die gesamte Breite der Lokomotive ein, weist aber dieselbe Höhe wie das Führerhaus auf.
Hinter der Rückwand des Führerhauses befindet sich der Hauptschaltschrank, welcher über Türen vom Führerraum aus erreichbar ist. Dahinter liegt die Kühlanlage mit einem einzigen großen Kühlerlüfter auf dem Dach, dessen Antrieb mechanisch durch den Dieselmotor erfolgt. Hinter der Kühlanlage, in der Mitte der Lokomotive, befinden sich der Dieselmotor und der Hauptgenerator. Der Dieselmotor ist ein Sechzehnzylinder-V-Motor des Typs EMD 16-645E3 mit einer Leistung von 2430 kW (3300 PS). Die beiden Zylinderbänke sind in einem Winkel von 45° zueinander ausgerichtet. Die Zylinder haben einen Innendurchmesser von 230 mm und einen Kolbenhub von 254 mm. Daraus ergibt sich ein Hubraum von 10,6 Litern pro Zylinder und 169 Litern des gesamten Motors. Die Nummerierung der Zylinder erfolgt, vom Regler der Reiheneinspritzpumpe aus betrachtet (Motorende ohne Generator), von 1 bis 8 auf der linken und von 9 bis 16 auf der rechten Seite. Die Zündreihenfolge lautete mit dieser Nummerierung 1-8-9-16-3-6-11-14-4-5-12-13-2-7-10-15. Im Leerlauf hält der Motor eine Mindestdrehzahl von 315 Umdrehungen pro Minute. Die Höchstdrehzahl liegt bei 900 Umdrehungen pro Minute und wird erreicht, wenn der Fahrschalter auf der achten Fahrstufe steht. Der Dieselmotor arbeitet nach dem Zweitaktprinzip und besitzt einen Abgasturbolader in Verbindung mit einem Ladeluftkühler. Die Motorwelle ist mit dem Rotor des Wechselstrom-Hauptgenerators sowie über ein Getriebe mit einem Hilfsgenerator, dem Zugheizgenerator, einem zweistufigen Dreizylinder-Luftverdichter und dem Kühlerlüfter verbunden. Der Hauptgenerator mit einer Leistung von 2200 kW (2990 PS) erzeugt den Strom für die Gleichstromfahrmotoren, welcher dafür von einem Gleichrichter umgewandelt wird. Der Hilfsgenerator mit einer Leistung von 18 kW dient zur Versorgung des fahrzeugeigenen Stromsystems für Steuerung, Beleuchtung, Lüfter und Pumpen sowie zum Laden der Starterbatterien.
Die Fahrzeuge besaßen werksseitig keine elektrische Zugheizung. Wie bei den Reihen 661 und 664, wurden auch bei der 663 erst ab den mittleren 1980er Jahren elektrische Heizgeneratoren des jugoslawischen Herstellers Uljanik nachgerüstet. Dies war möglich, da mittlerweile leistungsstarke Thyristor-Umrichter entwickelt worden waren, welche die Zielspannung trotz Drehzahlschwankungen des Generators ausregelten. Der Zugheizgenerator mit einer Leistung von 375 kW versorgt die Zugsammelschiene zur Beheizung von maximal acht Schnellzugwagen mit 1500 Volt Gleichspannung.
Hinter der Antriebseinheit, am hinteren Ende des Maschinenraums, sind die Hilfsbetriebe der Lokomotive wie Druckluftkompressor, Fahrmotorlüfter und Ähnliches angeordnet. Die Bremswiderstände der Widerstandsbremse besitzen eine Leistung von 1500 kW (2040 PS). Unter dem Hauptrahmen zwischen den Drehgestellen befinden sich die Batteriekästen zum Starten des Dieselmotors mit einer Betriebsspannung von 64 Volt und einer Kapazität von 250 Ah sowie der Dieselkraftstofftank mit einem Fassungsvermögen von 6060 Litern.

### Laufwerk
Der Rahmen der Lokomotive liegt auf zwei dreiachsigen Drehgestellen der EMD-Regelbauart auf. Die Drehgestellrahmen sind gegossene Profilstahlrahmen. Die Abstützung des Lokomotivkastens erfolgt jeweils über zwei gefederte Abstützbalken. Die Kraftübertragung in Längsrichtung übernimmt ein Drehzapfen, welcher hinter der mittleren Achse im Drehgestell angeordnet ist und sich im hinteren Abstützbalken dreht. Dadurch schwenken die Drehgestelle beim Befahren von Gleisbögen an den Enden der Lokomotive seitlich aus. Die Primärfederung der Treibradsätze besteht aus jeweils vier Schraubenfedern. Das Gewicht von 60 Tonnen pro Drehgestell ist so aufgeteilt, dass im Betriebszustand jeder Treibradsatz mit einer Achslast von etwa 20 Tonnen auf die Gleise drückt, woraus sich eine Reibungsmasse der gesamten Lokomotive von 120 Tonnen ergibt. Sämtliche Radsätze sind angetrieben, damit entspricht die Reibungsmasse der Dienstmasse. Da die Leistung der JŽ-Baureihe 663 für die fast 170 Tonnen schwere SD40-2 ausgelegt ist, kommt es bei der deutlich leichteren Variante bei schweren Anfahrten schnell zum Schleudern der Radsätze, weshalb das Fahrzeug über eine Schleuderschutzeinrichtung verfügt.
Die sechs Treibradsätze werden von jeweils einem Fahrmotor des Typs EMD D77B angetrieben. Dieser ist für eine maximale Spannung von 510 V und einen Strom von 1050 A ausgelegt, woraus sich eine Leistung von 535 kW ergibt. Die Fahrmotoren weisen eine Getriebeübersetzung zur Achse von 3,53 zu 1 auf, welche eine hohe Anfahrzugkraft ermöglicht. Mit dieser Übersetzung erreichen die Motoren ihre zulässige Höchstdrehzahl bei einer Fahrtgeschwindigkeit von 124 km/h. Die minimale kontinuierliche Fahrtgeschwindigkeit der Lokomotive ohne angehängte Wagen liegt in der Ebene, bedingt durch die Drehzahl des Hauptgenerators in der kleinsten Fahrstufe, bei 21 km/h.

### Bremseinrichtung
Zur Eigenabbremsung besitzen die Lokomotiven eine direkt wirkende Druckluft-Klotzbremse, als Zugbremse eine indirekt wirkende Druckluftbremse. Aufgrund des ursprünglichen Einsatzes im Schnellzugverkehr und ebenso für den schweren Güterzugdienst verfügen die Lokomotiven zudem über eine Widerstandsbremse.

#### Bremsgewichte
| Bremsart                | Bremsgewicht |
| G (Güterzugbremse)      | 45 t         |
| P (Personenzugbremse)   | 74 t         |
| R (Hochleistungsbremse) | 90 t         |

## Sonstiges

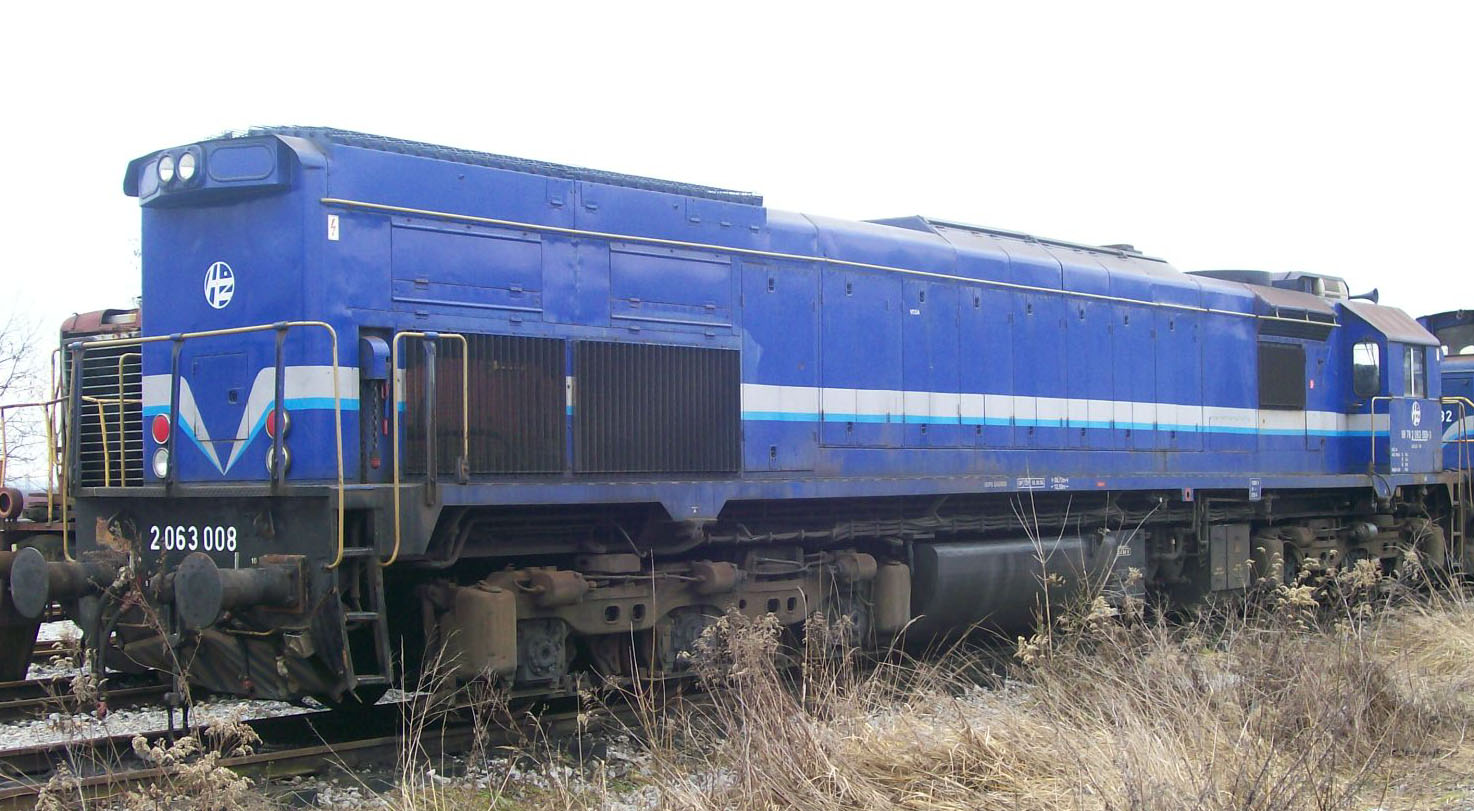
Beschädigte Kopfplatte der 2063 008 nach einem Unfall im Jahr 2007

### Probleme
Ein Problem ist die schlechte Sicht des Lokomotivführers bei Fahrten mit dem langen Aufbau des Maschinenraums voraus. Als Folge der hohen Motorleistung sind die Lokomotiven der Reihe 663 zudem etwas fehleranfälliger als verwandte Bauarten wie die Reihen 661 und 664.

### Erfolge
Mit einer Motorleistung von 3300 PS sind die Lokomotiven der Reihe 2063 bis heute die leistungsstärksten Diesellokomotive Kroatiens und noch immer bei HŽ Carga im Einsatz.

### Farbgebung
Bei ihrer Auslieferung hatten die 663er wie alle Diesellokomotiven der Jugoslawischen Eisenbahn einen dunkelgrünen Lokomotivkasten mit drei goldenen waagerechten Zierstreifen, welche an den Stirnseiten jeweils in einer bogenförmigen, nach unten zeigenden Spitze zusammenliefen. Auf beiden Längsseiten wurden die Zierstreifen vom Schriftzug „JUGOSLAVENSKE ŽELJEZNICE“ unterbrochen. Rahmen und Laufwerk waren schwarz lackiert. Die Kopfplatten waren dunkelgrün, die Bahnräumer schwarz-gelb gestreift.
Nach der Gründung der Kroatischen Eisenbahn wurden neue Lackierungsschemata für die jeweiligen Fahrzeugarten festgelegt. Diesellokomotiven erhielten einen dunkelblauen Lokkasten, während Rahmen, Laufwerk und Kopfplatten schwarz lackiert wurden. Anstelle der drei schmalen goldenen Zierstreifen wurden die Lokomotiven nun von zwei breiteren Zierbändern in Silber und Hellblau geschmückt. Die neue Farbgebung wurde ab 1996 auf alle Diesellokomotiven der Kroatischen Eisenbahn angewendet. Im Falle der 2063 erhielten jedoch nur sieben der vierzehn Lokomotiven die neue Lackierung, während die übrigen Maschinen bis zur Ausmusterung die ursprüngliche dunkelgrüne Farbgebung mit goldenen Zierstreifen behielten. Nach der Übernahme durch HŽ Carga wurden wieder dreiteilige Zierstreifen, allerdings in einheitlichem Silber, eingeführt. Zwei Lokomotiven, 2063 003 und 014, bekamen bis 2014 das letzte Farbschema.
Die an die TSO nach Saudi-Arabien verkauften Maschinen erhielten einen gelben Lokkasten und dunkelblaue Kopfplatten, Rahmen und Laufwerk blieben schwarz.
Die an die Israel Railways verkauften Lokomotiven bekamen einen silber-dunkelblauen Lokkasten, während Rahmen, Laufwerk und Kopfplatten einheitlich schwarz und die Bahnräumer hellgrau lackiert wurden.

### Vorratsmengen
| Kraftstoff      | 6060 l |
| Motorkühlwasser | 1120 l |
| Motorschmieröl  | 920 l  |
| Sand            | 340 l  |
| Quelle:         |        |

### Typenbezeichnungen
| Dieselmotor             | EMD 16-645E3          |
| Hauptgenerator          | GM AR10 A5-D14        |
| Hilfsgenerator          | Delco A8101 AG        |
| Zugheizgenerator        | Uljanik Pula D14      |
| Druckluftbremsanlage    | Westinghouse 26L      |
| Druckluftkompressor     | Westinghouse WBO 8103 |
| elektrische Fahrmotoren | EMD D77B              |
| Quelle:                 |                       |

### Liste aller Lokomotiven der JŽ-Baureihe 663
| Nummer    | Nummer  | Nummer   | Auslieferung | Verbleib                                                                                                  |
| --------- | ------- | -------- | ------------ | --- |
| GM 712348 | 663-001 | 2063 009 | 1972         | verkauft an National Railway Equipment Company, 2015 weiterverkauft an Israel Railway, Einsatz als „712T“ |
| GM 712349 | 663-002 | 2063 001 | 1972         | Verbleib bei HŽ Carga, abgestellt oder verschrottet                                                       |
| GM 712350 | 663-003 | 2063 002 | 1972         | 2005 verkauft an National Railway Equipment Company, 2008 weiterverkauft an TSO, Einsatz als „1001“       |
| GM 712351 | 663-004 | 2063 003 | 1972         | Einsatz bei HŽ Carga                                                                                      |
| GM 712352 | 663-005 | 2063 010 | 1972         | verkauft an National Railway Equipment Company, 2015 weiterverkauft an Israel Railway, Einsatz als „713T“ |
| GM 712353 | 663-006 | 2063 011 | 1972         | verkauft an National Railway Equipment Company, 2015 weiterverkauft an Israel Railway, Einsatz als „711T“ |
| GM 712354 | 663-007 | 2063 004 | 1972         | 2005 verkauft an National Railway Equipment Company, 2008 weiterverkauft an TSO, Einsatz als „1004“       |
| GM 712355 | 663-008 | 2063 007 | 1972         | Verbleib bei HŽ Carga, abgestellt oder verschrottet                                                       |
| GM 712356 | 663-009 | 2063 008 | 1972         | Verbleib bei HŽ Carga, abgestellt oder verschrottet                                                       |
| GM 712357 | 663-010 | 2063 012 | 1972         | verkauft an National Railway Equipment Company, 2015 weiterverkauft an Israel Railway, Einsatz als „710T“ |
| GM 712358 | 663-011 | 2063 013 | 1972         | 2005 verkauft an National Railway Equipment Company, 2008 weiterverkauft an TSO, Einsatz als „1003“       |
| GM 712359 | 663-012 | 2063 005 | 1972         | 2005 verkauft an National Railway Equipment Company, 2008 weiterverkauft an TSO, Einsatz als „1002“       |
| GM 712360 | 663-013 | 2063 014 | 1972         | Einsatz bei HŽ Carga                                                                                      |
| GM 712361 | 663-014 | 2063 006 | 1972         | Verbleib bei HŽ Carga, abgestellt oder verschrottet                                                       |
| Quelle:   |         |          |              | |

### Liste der Neubaulokomotiven des Typs NGT26CW-3 der Israel Railways
| Nummer                | Nummer   | Nummer | Auslieferung | Verbleib                    |
| --------------------- | -------- | ------ | ------------ | --------------------------- |
| Fabriknummern gesucht | 2063 151 | 714T   | 2015         | Einsatz bei Israel Railways |
|                       | 2063 152 | 715T   | 2015         | Einsatz bei Israel Railways |
|                       | 2063 153 | 716T   | 2017         | Einsatz bei Israel Railways |
|                       | 2063 154 | 717T   | 2017         | Einsatz bei Israel Railways |
|                       | 2063 155 | 718T   | 2017         | Einsatz bei Israel Railways |
|                       | 2063 156 | 719T   | 2017         | Einsatz bei Israel Railways |
|                       | 2063 157 | 720T   | 2017         | Einsatz bei Israel Railways |
|                       | 2063 158 | 721T   | 2017         | Einsatz bei Israel Railways |
|                       | 2063 159 | 722T   | 2017         | Einsatz bei Israel Railways |
| Quelle:               |          |        |              |                             |